# إمليل (إمليل)
إمليل هي قرية سياحية جبلية مجزأة بسلسة جبال الأطلس الكبير، ينتمي إداريا لجماعة أسني بإقليم الحوز ضمن جهة مراكش آسفي في المملكة المغربية. ينتمي الدوّار لمشيخة إمليل بدائرة أسني، ويقدر عدد سكانه بـ 932 نسمة حسب الإحصاء العام للسكن والسكنى لسنة 2014، يعتبر هذا الدوار المرحلة الأولى لهواة رياضة تسلق الجبال نحو تسلق قمة جبل توبقال الأعلى في شمال إفريقيا. 

## الجغرافيا
يبعد دوار أرمد بحوالي 70 كلم عن مدينة مراكش على ارتفاع حوالي 1750 متر فوق سطح البحر بالأطلس الكبير الأوسط، ويشتهر بالزراعات الشجرية مثل التين والجوز والتفاح، وأيضا بالْمَآوِي السياحية، والمحلات والأكواخ التجارية السياحية لبيع المنتجات التقليدية والغذائية.

## السكان[2]
يقدر عدد سكان دوار إمليل بـ 932 نسمة حسب الإحصاء العام للسكن والسكنى لسنة 2014، يعيشون في 169 أسرة.
- معدل تمدرس الأطفال: 98,2%
- معدل الأمية: 37,8%
- معدل النشاط: 45,4%
- معدل البطالة: 14,3%
- نسبة التزود بالكهرباء: 97,0%
- نسبة التزود بالماء الصالح للشرب: 61,5%
- نسبة الربط بشبكة الصرف الصحي: 0,0%
- نسبة الربط بالإنترنت: 3,6%
- اللغات الشائعة: الأمازيغية، الدارجة المغربية [3]

## السياحة
يتوفر دوار إمليل على مؤهلات سياحية طبيعية وثقافية تجذب الزوار المغاربة والأجانب، سواء من أجل التنزل بالمنطقة، أو كمرحلة أولى نحو قمة جبل توبقال، ومن أهم ما يمكن زيارته بقرية إمليل:
- شلالات إمليل
- الهندسة التقليدية للبنايات الطينية
- المطاعم المغربية التقليدية
- السواقي التقليدية
- حقول أشجار الجوز

## معرض الصور

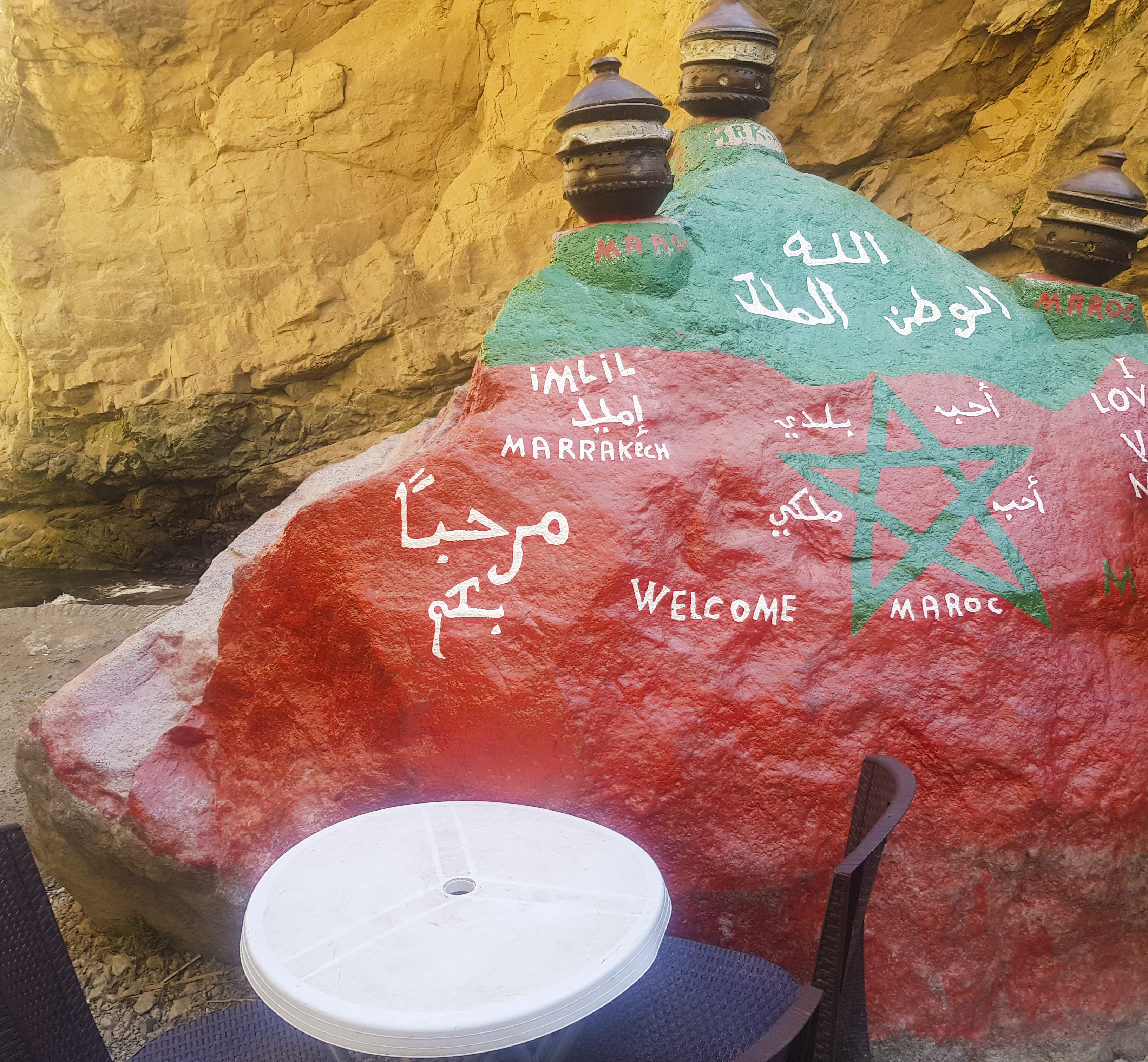
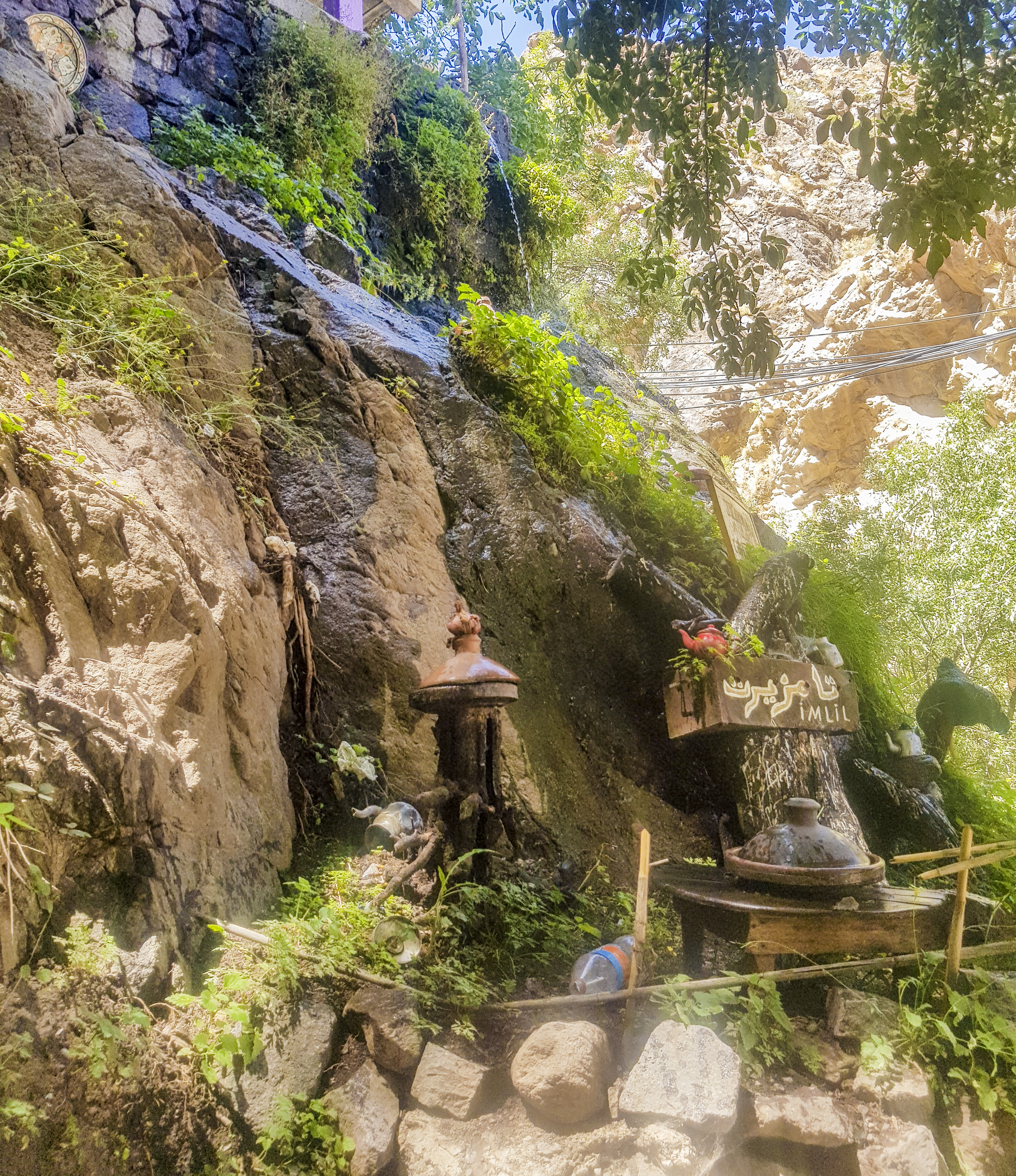
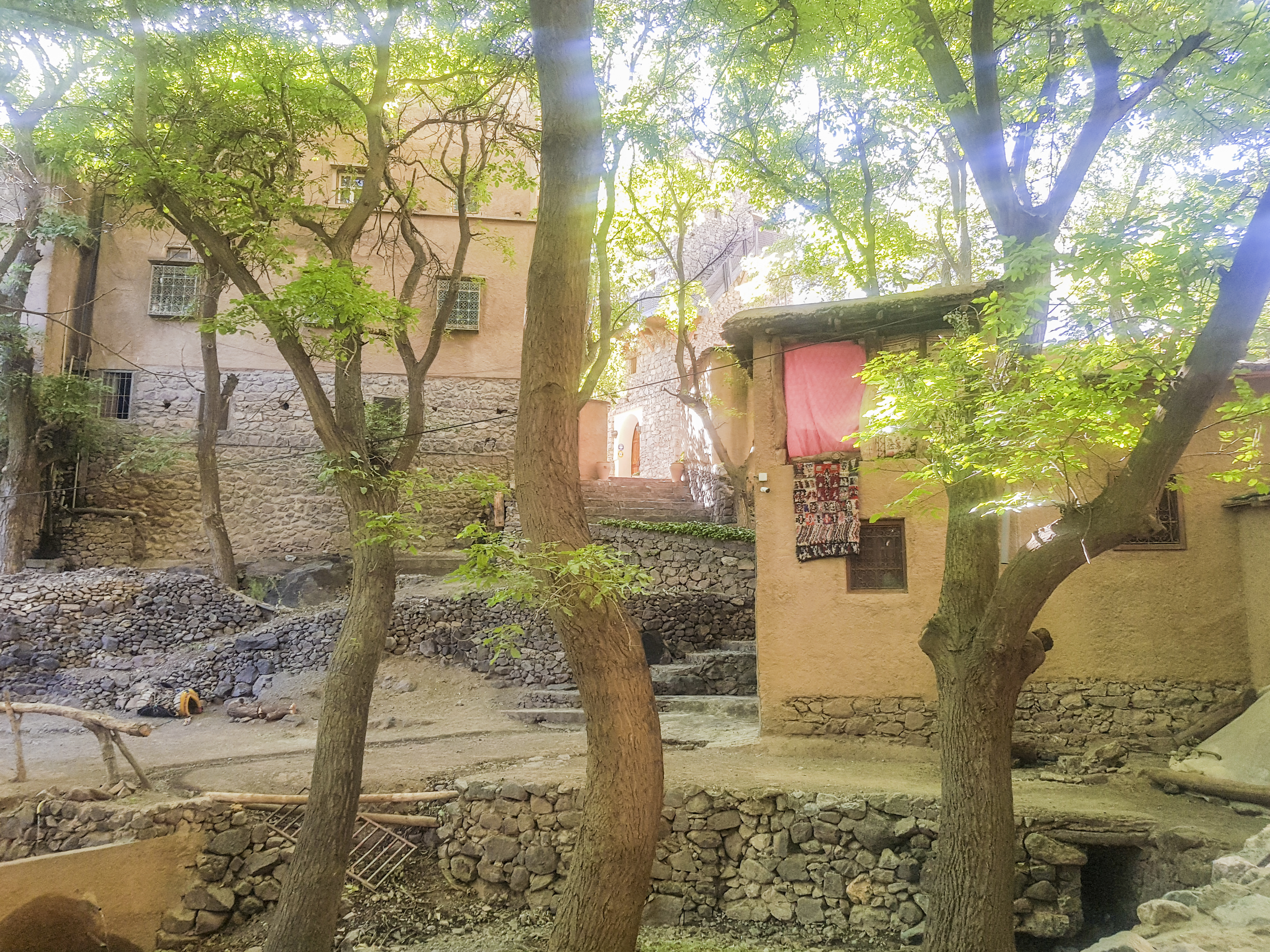
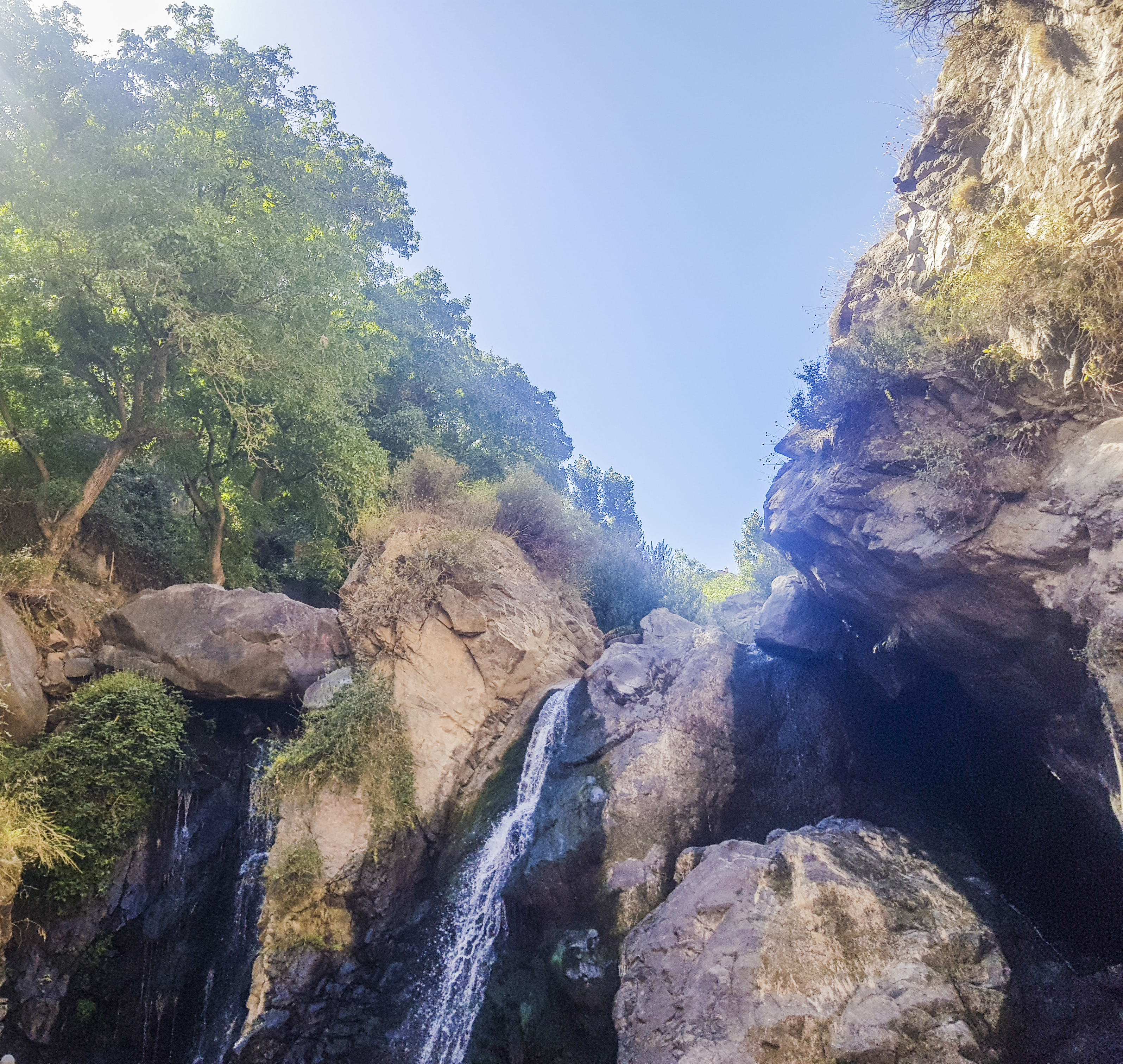
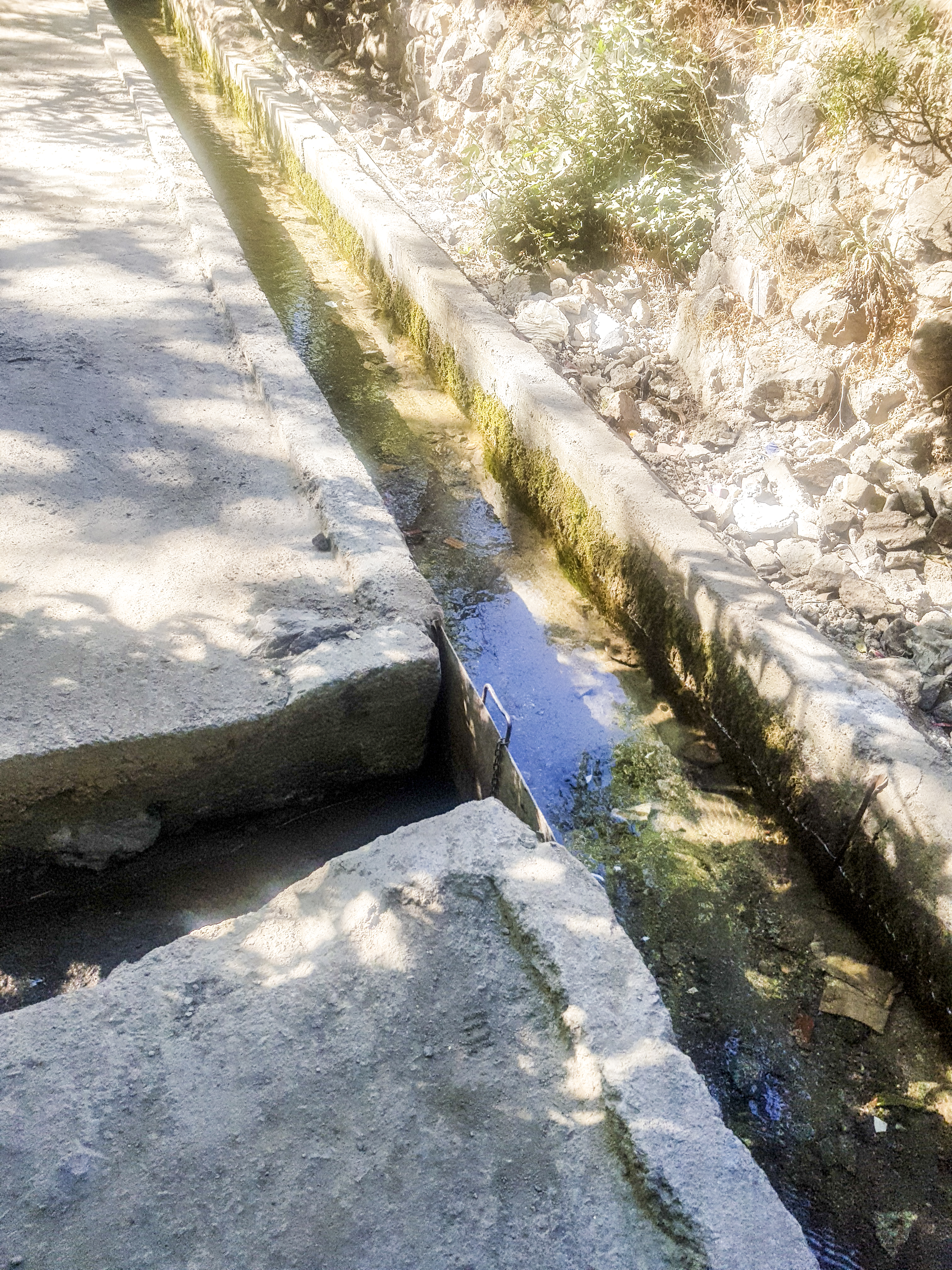
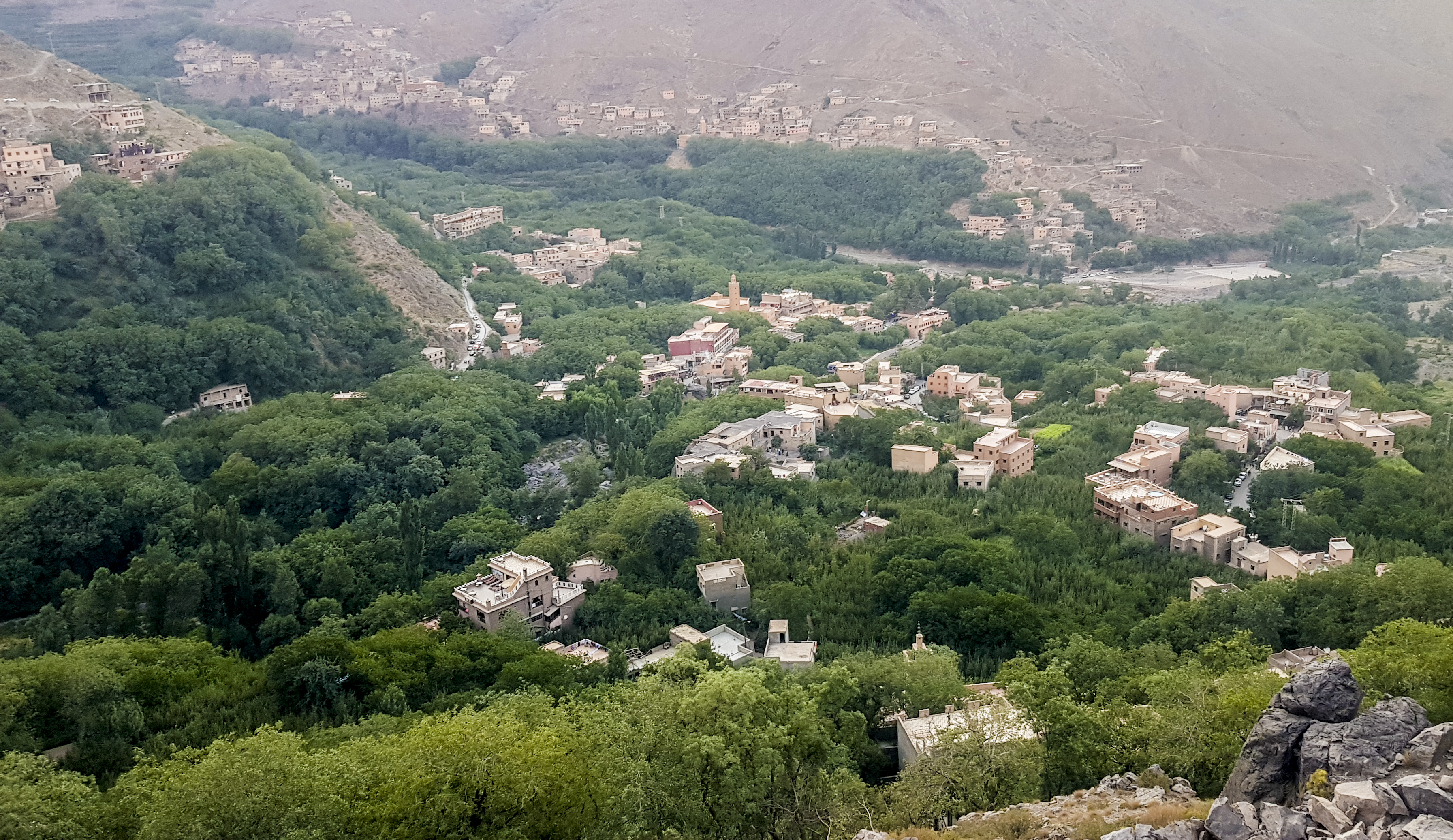
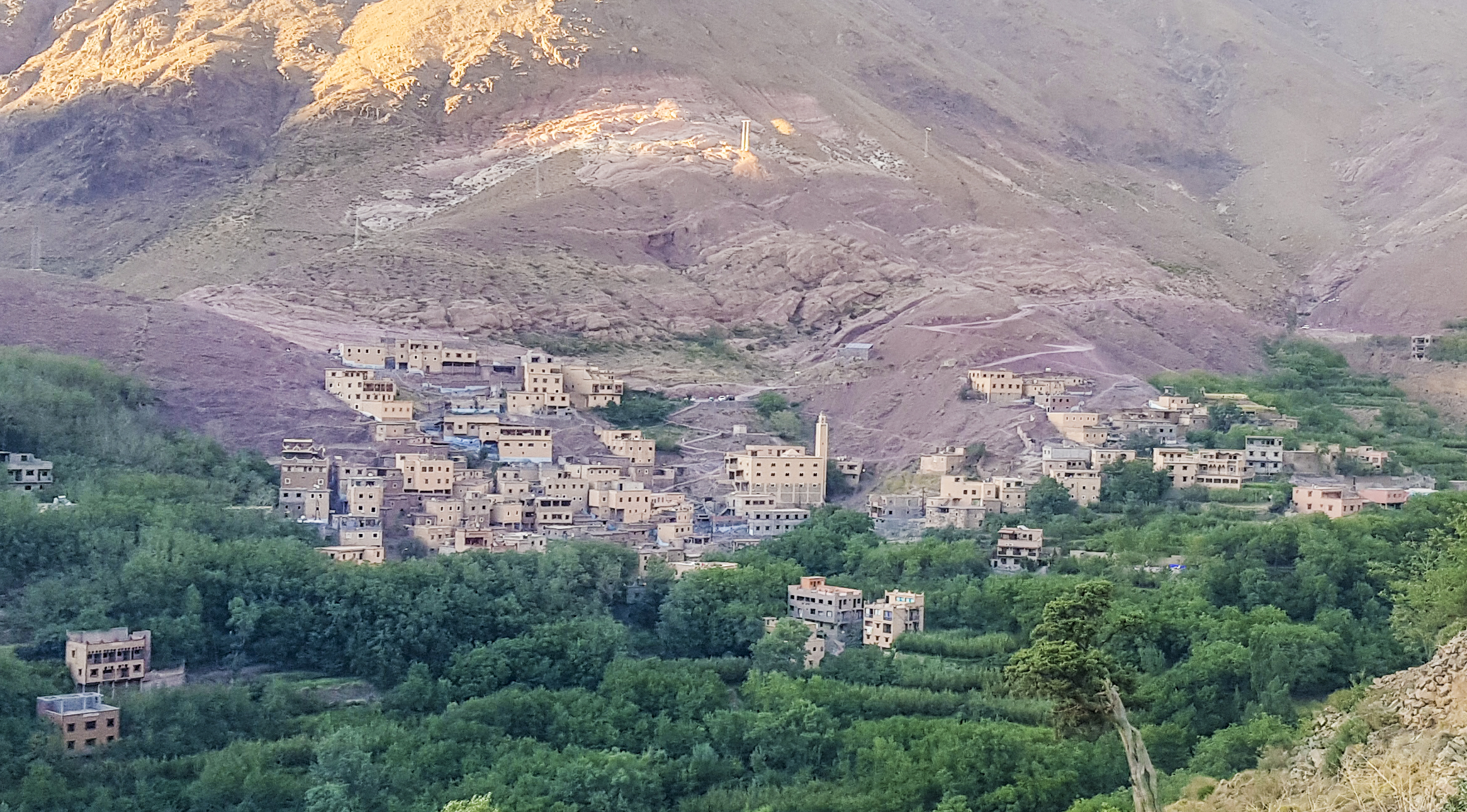
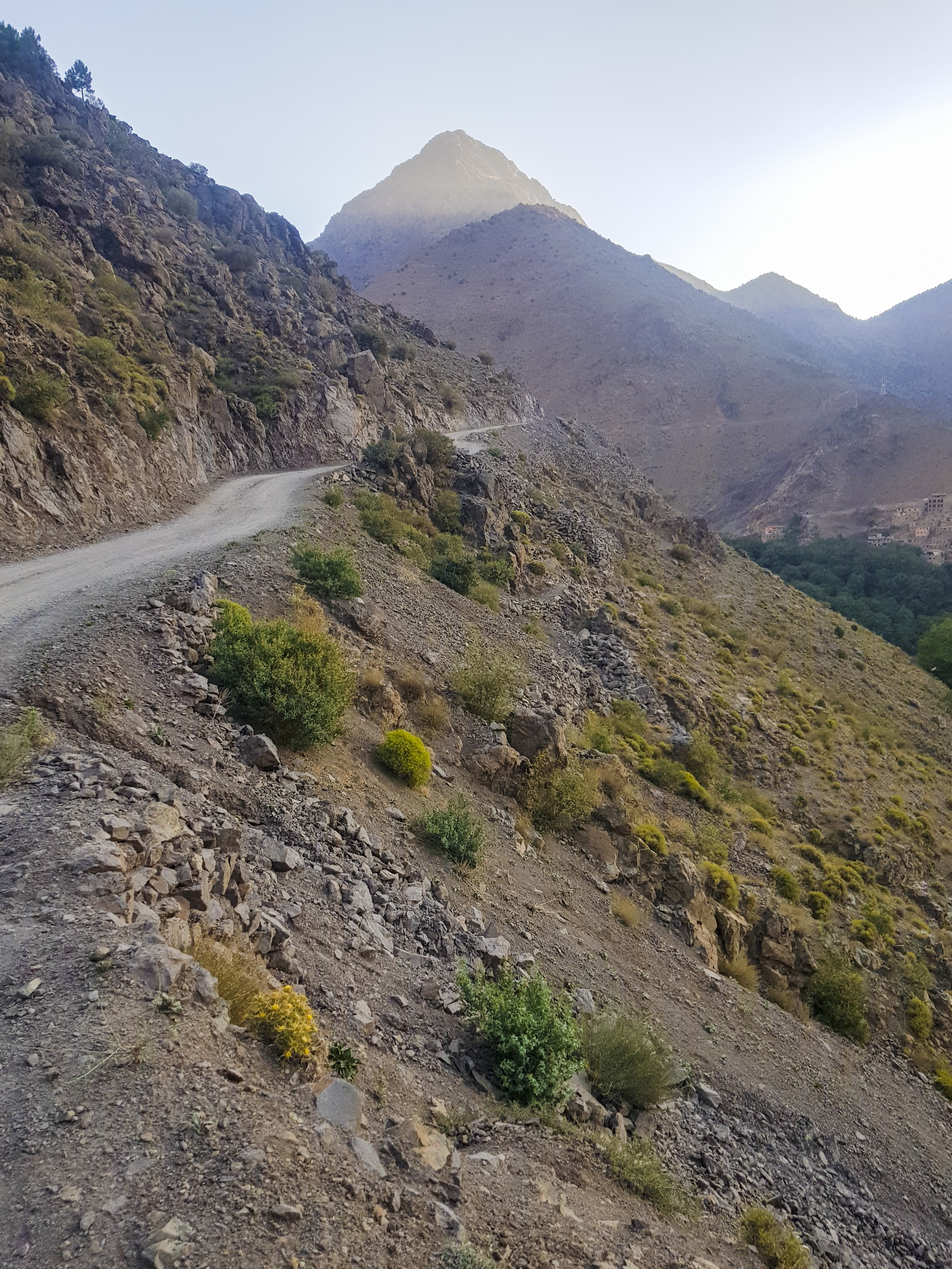

## روابط خارجية
- البوابة الوطنية للجماعات الترابية
- المندوبية السامية للتخطيط